# 何郑氏贞节坊
何郑氏贞节坊，位于中国广东省湛江市徐闻县曲界镇三河村牌坊岭，为徐闻县的一个县级文物保护单位，类型为古建筑，公布时间为2005年4月29日。
何郑氏贞节坊的历史年代为清代。